# Valentina
Pour les articles homonymes, voir Valentina.
Valentina est l'héroïne d'une série de bande dessinée érotique de l'Italien Guido Crepax publiée de 1965 (Linus no 2) à 1993 (Corto Maltese no 118).

## Histoire
Valentina Rosselli est une jeune et gracieuse jeune femme qui, d'après Guido Crepax, serait née en 1942 à Milan. Photographe professionnelle, elle exerce son métier en indépendant, ce qui lui permet d'évoluer dans les milieux les plus variés. Lors de ses pérégrinations, elle fait la connaissance de Neutron, un curieux personnage doué de pouvoirs surnaturels, qui se révèle être Philippe Rembrandt, un critique d'art américain et criminologue à ses heures perdues. Celui-ci devient son mari et ensemble ils ont un fils, Mattéo, né en 1971. Onze ans plus tard, Mattéo meurt dans un attentat alors que l'Italie est confrontée à la montée des Brigades rouges.

## Autour de la série
Inspiré par la femme de l'auteur, Luisa Mandelli, Valentina est brune, les cheveux courts avec des allures de garçonne. C'est une femme élégante, intelligente et libérée qui vit ses fantasmes sans retenue. Avec ce personnage longiligne et presque asexué, Guido Crepax s'adresse à un public intellectuel et raffiné très éloigné des productions érotiques populaires et des femmes plantureuses qu'ils présentent. C'est ainsi que Valentina, héroïne très cérébrale, n'hésite pas à plonger au cœur de son inconscient et à vivre ses fantasmes sadomasochistes peuplés de hobereaux espagnols du XVIIIe siècle ou d'officiers nazis pervers.
Âgée d'une vingtaine d'années au début de ses aventures, Valentina vieillit au fil des épisodes, en même temps que son auteur, et devient une femme d'âge mûr n'ayant rien perdu de sa sensualité. En effet, Guido Crepax déclarait que : « Quand j’étais gamin, je haïssais le fait que les personnages des bandes dessinées ne vieillissaient jamais »[réf. nécessaire]. En 1996, Il met fin à la carrière de son héroïne dans un épisode qu'il intitule Au diable Valentina ! (Al diavolo, Valentina).

## Publications
Valentina apparaît en 1965 en tant que personnage secondaire de la série Neutron, dans le no 2 de la revue italienne de bande dessinées Linus. Au fil des épisodes, Valentina prend de l'importance, jusqu'à voler la vedette à Neutron qui se retrouve progressivement cantonné au rang de second rôle. En 1968, elle devient l'héroïne de sa propre série dans l'éphémère revue Ali-Baba. Valentina revient ensuite dans Linus, puis est publiée dans Conic Art et dans la revue Corto Maltese.
La série est publiée en France dans le mensuel Hara-Kiri à partir de juin 1968 (no 81) puis dans Charlie Mensuel à partir d'octobre 1970 (no 21). Elle fait également l'objet d'albums aux éditions Losfeld (1969), Dargaud (1983), Futuropolis (1985 à 1986) et Albin Michel (1991).

## Adaptations
L'un des albums est adapté au cinéma dans le film Baba Yaga (1973), avec Isabelle de Funès dans le rôle de Valentina. Elle a plus tard fait l'objet d'une adaptation en mini-série télévisée de treize épisodes, diffusée en 1989-1990, avec Demetra Hampton dans le rôle principal.